# Medagliere dei XVII Giochi olimpici invernali
Il medagliere dei XVII Giochi olimpici invernali è una lista che riporta il numero di medaglie ottenute dai comitati olimpici nazionali presenti ai Giochi olimpici invernali di Lillehammer 1994, che si sono tenuti dal 12 febbraio al 27 febbraio 1994. Un totale di 1 737 atleti, provenienti da 67 nazioni, ha partecipato a 61 diversi eventi sportivi, relativi a dodici discipline.

## Medagliere
Nazione ospitante 
| Pos.   | Paese         | Oro | Argento | Bronzo | Totale |
| ------ | ------------- | --- | ------- | ------ | ------ |
| 1      | Russia        | 11  | 8       | 4      | 23     |
| 2      | Norvegia      | 10  | 11      | 5      | 26     |
| 3      | Germania      | 9   | 7       | 8      | 24     |
| 4      | Italia        | 7   | 5       | 8      | 20     |
| 5      | Stati Uniti   | 6   | 5       | 2      | 13     |
| 6      | Corea del Sud | 4   | 1       | 1      | 6      |
| 7      | Canada        | 3   | 6       | 4      | 13     |
| 8      | Svizzera      | 3   | 4       | 2      | 9      |
| 9      | Austria       | 2   | 3       | 4      | 9      |
| 10     | Svezia        | 2   | 1       | 0      | 3      |
| 11     | Giappone      | 1   | 2       | 2      | 5      |
| 12     | Kazakistan    | 1   | 2       | 0      | 3      |
| 13     | Ucraina       | 1   | 0       | 1      | 2      |
| 14     | Uzbekistan    | 1   | 0       | 0      | 1      |
| 15     | Bielorussia   | 0   | 2       | 0      | 2      |
| 16     | Finlandia     | 0   | 1       | 5      | 6      |
| 17     | Francia       | 0   | 1       | 4      | 5      |
| 18     | Paesi Bassi   | 0   | 1       | 3      | 4      |
| 18     | Cina          | 0   | 1       | 2      | 3      |
| 20     | Slovenia      | 0   | 0       | 3      | 3      |
| 20     | Gran Bretagna | 0   | 0       | 2      | 2      |
| 22     | Australia     | 0   | 0       | 1      | 1      |
| Totale | Totale        | 61  | 61      | 61     | 183    |